# 福克F.XXXVI
福克F.XXXVI（荷蘭語：Fokker F.XXXVI）是一款由荷蘭福克飛行器公司的四引擎飛機，最高可載32人。

## 歷史
福克F.XXXVI採用悬臂式单翼機，機翼材料為全木材，而機身則採用織物鋼管，發動機為四具萊特颶風系列發動機，能載4名機組人員和32名乘客。首架福克F.XXXVI，註冊編號PH-AJA在1934年6月22日首飛，1935年3月交付給荷蘭皇家航空營計歐洲線。福克F.XXXVI只生產了一架，該飛機在1939年賣給蘇格蘭航空工業用作英國皇家空軍訓練機。飛機在1940年一次起飛意外中報廢。
英國航速飞机制造公司取代在英國生產福克F.XXXVI給英國國內用戶的執照，但沒有獲得訂單。

## 性能
数据来源： Jackson p. 373 and de Leeuw p.102
基本诸元
- 乘员： 4
- 载客量： 32-passengers
- 长度： 24.0公尺（78英呎8英吋）
- 翼展： 33.0公尺（108英呎2英吋）
- 高度： 8.3公尺（27英呎3英吋）
- 翼面积： 172平方公尺（1,850平方英呎）
- 空重： 10,300公斤（22,700磅）
- 总重： 16,500公斤（36,366磅）
- 发动机： 4 × Wright Cyclone SGR-1820-F2 radial piston engines，560千瓦（750匹馬力） 每个

性能
- 巡航速度： 280公里/時（165英里/時）
- 航程： 1536公里（960英里）